# Wasserstandsvorhersage für die deutsche Nordseeküste
Die Wasserstandsvorhersage für die deutsche Nordseeküste ist die Vorhersage der zu erwartenden Wasserstände für das genannte Gebiet. Sie gehört gemäß dem Seeaufgabengesetz zu den Aufgaben des Bundesamtes für Seeschifffahrt und Hydrographie.

## Aufbau
In der Wasserstandsvorhersage wird die zu erwartende Abweichung des kommenden Tidehochwassers vom mittleren Hochwasser der astronomischen Gezeit angegeben (z. B. „0 bis 3 Dezimeter höher als das mittlere Hochwasser”). Abhängig von der Hochwasserzeit für Cuxhaven wird für die deutsche Nordseeküste und Emden sowie für Hamburg und Bremen weiterhin angesagt, ob es sich um das Morgen-, Vormittag-, Mittag-, Nachmittag-, Abend- oder Nacht-Hochwasser handelt (entsprechend der folgenden Tabelle).
| Hochwasserzeit für Cuxhaven im Zeitraum … | Für die deutsche Nordseeküste und Emden wird angesagt … | Für Bremen und Hamburg wird angegeben ... |
| ----------------------------------------- | ------------------------------------------------------- | ----------------------------------------- |
| 02:00–04:00 Uhr                           | Nacht-Hochwasser                                        | Morgen-Hochwasser                         |
| 04:00–08:00 Uhr                           | Morgen-Hochwasser                                       | Vormittag-Hochwasser                      |
| 08:00–10:00 Uhr                           | Vormittag-Hochwasser                                    | Mittag-Hochwasser                         |
| 10:00–12:00 Uhr                           | Vormittag-Hochwasser                                    | Nachmittag-Hochwasser                     |
| 12:00–14:00 Uhr                           | Mittag-Hochwasser                                       | Nachmittag-Hochwasser                     |
| 14:00–18:00 Uhr                           | Nachmittag-Hochwasser                                   | Abend-Hochwasser                          |
| 18:00–22:00 Uhr                           | Abend-Hochwasser                                        | Nacht-Hochwasser                          |
| 22:00–02:00 Uhr                           | Nacht-Hochwasser                                        | Nacht-Hochwasser                          |

## Empfangsmöglichkeiten
Die Schifffahrt in den jeweiligen Revieren wird in der stündlich über die auf den UKW-Arbeitskanälen ausgestrahlten Lagemeldung der entsprechenden Verkehrszentralen über die aktuellen Wasserstände und die Wasserstandsvorhersagen informiert. Darüber hinaus wird die aktuelle Wasserstandsvorhersage der deutschen Nordseeküste unter anderem im Internet veröffentlicht und mehrmals täglich von Rundfunksendern verbreitet (Einzelheiten zu Letzterem sind in der folgenden Tabelle).
| Uhrzeit                                      | Rundfunksender               | Frequenz                               |
| -------------------------------------------- | ---------------------------- | -------------------------------------- |
| 01:05 Uhr zu Beginn des Seewetterberichtes   | Dokumente und Debatten       | DAB+-Frequenz                          |
| 09:05 Uhr sonntags nach den Nachrichten      | NDR Blue NDR Info NDR Kultur | entsprechende UKW- und DAB+-Frequenzen |
| 09:30 Uhr montags bis freitags               | NDR 1 Niedersachsen          | 91,1 MHz 95,8 MHz 96,0 MHz 105,4 MHz   |
| 09:30 Uhr sonnabends und sonntags (manchmal) | NDR 1 Niedersachsen          | UKW- und DAB+-Frequenzen               |
| 18:10 Uhr zu Beginn des Seewetterberichtes   | Dokumente und Debatten       | DAB+-Frequenz                          |
| 22:05 Uhr nach den Nachrichten               | NDR Blue NDR Info NDR Kultur | entsprechende UKW- und DAB+-Frequenzen |
| 22:07 Uhr nach den Nachrichten               | NDR 90,3                     | 90,3 MHz und DAB+-Frequenz             |